# Parroquia Las Minas
Las Minas de Baruta, o simplemente Las Minas, es una de las tres parroquias en las que se subdivide administrativamente el municipio Baruta del estado Miranda, es además una de las 32 parroquias del Área Metropolitana de Caracas, al centro norte de Venezuela.

## Historia
En 1954 el territorio de la Parroquia paso a estar bajo control del Distrito Sucre del Estado Miranda, con las reformas iniciadas en 1989 que culminaron en la división del Distrito y la creación de los Municipios Sucre, Baruta y Chacao, Las Minas quedó incluido en jurisdicción de Baruta, creándose la parroquia formalmente en abril de 1992.
En 1999 con la nueva constitución de Venezuela pasa a formar parte del Distrito Metropolitano de Caracas junto con el resto del Municipio Baruta pero sin dejar de pertenecer a su vez al Estado Miranda.

## Geografía
Las Minas de Baruta es la parroquia más pequeña de las 3 en las que se organiza el territorio baruteño, con solo 4 kilómetros cuadrados y con 81.441 habitantes según estimaciones de 2023 y 40.955 pobladores según el censo de 2001 y limita al norte, oeste y sur con la parroquia Baruta, al norte y al este con la parroquia El Cafetal, igualmente al este se localiza la parroquia Santa Rosalía de Palermo del municipio El Hatillo.

### Sectores
Entre los sectores o urbanizaciones en los que se puede dividir la parroquia encontramos a San Román, Santa Rosa de Lima, Santa Inés, Terrazas de Santa Inés, Los Samanes, Guaicay, La Bonita, Las Minas de Baruta, El Rosario, La Coromoto, Conjunto Residencial Las Danielas, Las Minitas y La Naya. Se trata de la parroquia más pobres en términos económicos de todo el territorio municipal, aunque también posee sectores de clase media

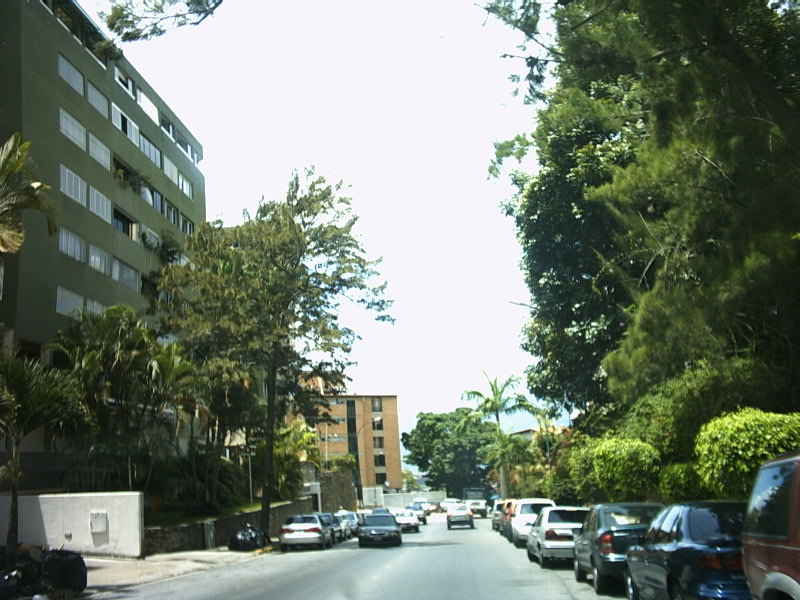
Los Samanes Parroquia Las Minas, Baruta